# Puccinia schmidtiana
Puccinia schmidtiana ist eine Ständerpilzart aus der Ordnung der Rostpilze (Pucciniales). Der Pilz ist ein Endoparasit von Knotenblumen und Rohr-Glanzgras. Symptome des Befalls durch die Art sind gelbe Rostflecken und Pusteln auf den Blattoberflächen der Wirtspflanzen. Das Verbreitungsgebiet umfasst ganz Europa.

## Merkmale

### Makroskopische Merkmale
Puccinia schmidtiana ist mit bloßem Auge nur anhand der auf der Oberfläche des Wirtes hervortretenden Sporenlagern zu erkennen. Sie wachsen in Nestern, die als gelbliche bis braune oder schwärzliche Flecken und Pusteln auf den Blattoberflächen erscheinen.

### Mikroskopische Merkmale
Das Myzel von Puccinia schmidtiana wächst wie bei allen Puccinia-Arten interzellulär und bildet Saugfäden, die in das Speichergewebe des Wirtes wachsen. Ihre Pyknien wachsen auf beiden Blattseiten und sind flach bis kugelig. Die Aecien der Art wachsen in Ringen um die Pyknien. Sie besitzen kugelige bis ellipsoide Aecidiosporen von 18–22 × 15–18 µm, die farblos und warzig sind. Die Uredien und Telien der Art sind bislang nicht näher beschrieben.

## Verbreitung
Puccinia schmidtiana besitzt ein Verbreitungsgebiet, das sich über ganz Europa erstreckt, die Art gilt gleichwohl als selten.

## Ökologie
Die Wirtspflanzen von Puccinia schmidtiana sind als Haplont Knotenblumen (Leucojum spp.) sowie Rohrglanzgras (Phalaris arundinacea) für den Dikaryonten. Der Pilz ernährt sich von den im Speichergewebe der Pflanzen vorhandenen Nährstoffen, seine Sporenlager brechen später durch die Blattoberfläche und setzen Sporen frei. Die Art verfügt über einen Entwicklungszyklus mit Pyknien, Uredien, Telien und Aecidien.